# Plesiomyzon
Plesiomyzon is een monotypisch geslacht van straalvinnige vissen uit de familie van steenkruipers (Balitoridae).

## Soort
- Plesiomyzon baotingensis Zheng & Chen, 1980